# Грийн Дей
Грийн Дей (на английски: Green Day) е американска пънк рок група, сформирана в Източен залив, Калифорния през 1987 г. от Били Джо Армстронг (основни вокали) и Майк Дърнт. Бандата е трио, като Тре Куул заменя Ал Собранте на барабаните през 1990 г.
Групата придобива популярност през 1994 г. когато издават албума Dookie, от който са продадени над 10 милиона копия в САЩ. Макар албумите Insomniac (1995), Nimrod (1997) и Warning (2000) да не достигат успеха на Dookie, първите два стават двойно платинени, а Warning става златен. Седмият албум на Грийн Дей, рок операта American Idiot (2004) достига 6 милиона продажби в САЩ. Следващият им албум - 21st Century Breakdown (2009) е най-добре представилият се в класациите албум на групата. Той е последван от трилогията албуми ¡Uno!, ¡Dos! и ¡Tré!, издадени през 2012 г., която не е толкова комерсиална, колкото предишните албуми на бандата. Дванадесетият им албум Revolution Radio (2016) става третият им албум достигнал № 1 в САЩ. Тринадесетият им албум Father of All Motherfuckers, е издаден на 7 февруари 2020 г.
Грийн Дей са сред най-продаваните музикални изпълнители с над 75 милиона продадени копия на албумите си. Бандата има 20 номинации за награда Грами, като печели 5 от тях. Рок мюзикълът American Idiot (2010) е номиниран за 3 награди Тони, като печели 2 от тях. Бандата е приета в Залата на славата на рокендрола през 2015 г.

## История

### Формиране (39/Smooth и Kerplunk, 1987–1993)
През 1987 г., приятелите Били Джо Армстронг и Майк Дърнт, тогава 15-годишни, сформират бандата под името Sweet Children. Първото им изпълнение на живо е на 17 октомври 1987 г. в Калифорния. През 1988 г. Армстронг и Дърнт започват да работят с барабаниста Ал Сорбонте и подписват договор с Lookout! Records. През 1989 г. групата издава дебютното си EP 1,000 Hours, като преди това сменят името си на Грийн Дей, заради любовта си към канабиса.
Lookout! издава дебютния албум на групата - 39/Smooth в началото на 1990 г. По-късно същата година Грийн Дей издават и 2 EP-та - Slappy и Sweet Children. В края на 1990 г. Тре Куул става новият барабанист на бандата, сменяйки Ал Собранте. Грийн Дей прекарват голяма част от 1992 и 1993 г. на турне из Европа. Вторият им албум Kerplunk се продава 50,000 пъти в САЩ.

### Начален успех (Dookie и Insomniac, 1994–1996)
Успехът на Kerplunk привлича интереса на големи звукозаписни компании и бандата подписва с Reprise Records и започва работа по Dookie. Записан за 3 седмици и издаден през февруари 1994 г. Dookie става комерсиален успех, като песните Longview, Basket Case, и When I Come Around достигат върха на класациите за модерни рок хитове. От албума се продават над 10 милиона копия в САЩ. По време на концерт на 9 септември 1994 г. в Бостън, публиката започва да буйства като това води до раняването на 100 човека и арестуването на 45. При изпълнението на Грейн Дей на фестивала Woodstock '94, групата започва скандален бой с кал. По време на концерта охранител взел по погрешка басиста Майк Дърнт за фен нахлул на сцената и му избил няколко зъба. През 1995 г. Dookie печели Грами за Най-добър алтърнатив албум, а бандата е номинирана за 9 MTV Video Music награди. През 1995 г. Грийн Дей издават албума Insomniac, от който са продадени 3 милиона копия в САЩ. Албумът печели номинации за награда на групата за любим изпълнител, любим изпълнител на хардрок и любим алтернативен изпълнител, a видеоклипът към Walking Contradiction печели номинация за Грами за най-добър видеоклип и за най-добри специални ефекти на MTV Video Music Awards.

### Спадане на комерсиалния успех (Nimrod и Warning, 1997–2002)
Грийн Дей издава албума Nimrod през октомври 1997 г. Той достига № 10 в класациите. Успехът на песента Good Riddance (Time of Your Life) печели на бандата награда за Най-добро алтърнатив видео. Другите сингли от албума са Nice Guys Finish Last, Hitchin' a Ride и Redundant. В края на 1997 и през по-голямата част на 1998 г.групата са на турне в подкрепа на Nimrod. През 1999 г. Джейсън Уайт започва да свири по концертите на групата като ритъм китарист.
През 2000 г. Грийн Дей издава шестия си студиен албум Warning. В подкрепа на албума, бандата участва в Warped Tour през 2000 г., а през 2001 г. тръгват на турне. Въпреки че от албума излизат хитове като Minority и Warning, популярността на групата спада. Въпреки че всички предишни албуми на бандата са със статут поне 3 пъти платинен, Warning е сертифициран само като златен.
На музикалните награди в Калифорния през 2001 г. Грийн Дей печелят всичките 8 награди, за които са номинирани. Албумът Warning е последван от 2 комполационни албума - International Superhits! и Shenanigans.

### American Idiot и новият успех (2003–2006)
През лятото на 2003 г. бандата започва да записва материал за нов студийен албум предварително кръстен Cigarettes and Valentines, но записите са откраднати от студиото. Вместо да ги презапишат, членовете на бандата изоставят проекта и започват отначало, създавайки албума American Idiot (2004). Той дебютира под № 1 в САЩ като става първият албум на бандата с такова постижение. Албумът е пънк рок опера, следваща пътешествието на измисления герой Jesus of Suburbia. Албумът изобразява модерния американски живот под контрола на идиотски управляващ, който оставя хората погрешно информирани от медиите. Той е издаден 2 месеца преди американският президент Джордж Буш да бъде преизбран и става израз на протест.
През 2005 г. American Idiot печели Грами на Най-добър рок албум, като е номиниран в 6 категории, включително Албум на годината. Албумът води до спечелването на 7 от осемте награди, за които Грийн Дей е номинирана на MTV Video Music Awards. Видеото към песента Boulevard of Broken Dreams печели 6 от тях. Година по-късно Boulevard of Broken Dreams печели Грами за Запис на годината. През 2009 г. Kerrang! нарича албума "най-добрият за десетилетието. Rolling Stone нарежда Boulevard of Broken Dreams and American Idiot сред 100-те най-добри песни на 2000-те. - на № 65 и № 47. През 2012 г.Rolling Stone албума под № 225 сред 500-те Най-велики албуми на всички времена.
През 2005 г. бандата тръгва на турне с почти 150 дати в подкрепа на албума. Това е най-дългото турне на Грийн Дей, включващо Япония, Австралия, Южна Америка и Обединеното кралство. По време на турнето групата записва двата си концерта в Англия, които според глсуване в списание Kerrang! са определени за „Най-доброто шоу на Земята“. Записите са издадени като CD и DVD с името Bullet in a Bible на 15 ноември 2005 г.
На 10 януари 2006 г. Грийн Дей печелят наградата „Изборът на публиката“ за любима музикална група.

### 21st Century Breakdown и сценичната адаптация на American Idiot (2007–2010)
Петте години между American Idiot и 21st Century Breakdown са най-дългото време между два албума на бандата. Грийн Дей започва работа върху новия им албум през януари 2006 г. 3 години по-късно процесът на писане и записване най-накрая приключва през април 2009 г. 21st Century Breakdown е издаден на 15 май 2009 г. Албумът достига № 1 в 14 държави като е сертифициран като златен или платинен във всяка. 21st Century Breakdown постига най-доброто представяне на групата в класациите до днес. Грийн Дей тръгват на световно турне през юли 2009 г., което продължава до началото на 2010 г. Албумът печели Грами за Най-добър рок албум. От него са продадени над 1 милион копия в САЩ и над 4 милиона в световен мащаб.
През 2009 г. бандата създава сценична версия на албума American Idiot. По време на наградите Spike TV Video Game Awards 2009 е обявено, че Грийн Дей ще имат собствена видеоигра наречена Green Day: Rock Band, подобна на тази на Бийтълс - The Beatles: Rock Band.
По време на турнето 21st Century Breakdown World Tour обявяват, че работят върху нов материал и че записват албум на живо. CD/DVD със записи на живо от концертите на групата, наречено Awesome as Fuck е издадено на 22 март 2011 г.

### ¡Uno! ¡Dos! ¡Tré! (2011–2014)
Грийн Дей започват работа върху нов студиен материал през февруари 2012 г. и по-късно обявяват трилогията от албуми ¡Uno! ¡Dos! и ¡Tré!, която ще бъде издадена през есента на 2012 г. По това време китаристът Джейсън Уайт, който свири с групата само по време на турнета, е признат за четвърти член на групата.
¡Uno! ¡Dos! и ¡Tré! са издадени на 21 септември, 9 ноември и 7 декември 2012 г. На 26 януари 2013 г. излиза документалният филм ¡Cuatro!, който е относно създаването на трилогията. Обявен е и документалният филм Broadway Idiot, фокусиращ се върху създаването на мюзикъла American Idiot, като Армстронг е в ролята на St. Jimmy. На 10 март 2013 г., Грийн Дей започва турнето 99 Revolutions Tour в подкрепа на трилогията. През юни групата разбива рекорда за посещаемост на Emirates Stadium с 60 000 продадени билети.
Demolicious, композиционен албум с алтернативни версии и демота на песни от трилогията е издаден на 19 април 2014 г. Той съдържа неиздаваната песен State of Shock.

### Залата на славата на рокендрола и новите компилации (2015 - 2017)
На 18 април 2015 г. Грийн Дей са въведени в Залата на славата на рокендрола от Фол Аут Бой.
На 24 април 2015 г. Грийн Дей обявяват, че записват дванадесетия си студиен албум. На 24 декември 2015 г. Грийн Дей пускат песента Xmas Time of the Year.
На 11 август 2016 г. издават първият сингъл Bang Bang от албума Revolution Radio, издаден на 7 октомври 2016 г. Бандата тръгва на световно турне в подкрепа на албума.
Грийн Дей издават втората си компилация с хитове God's Favorite Band на 17 ноември 2017 г.

### Father of All Motherfuckers (2018 - настояще)
На 13 април 2019 г. бандата пуска изпълнението си на фестивала Woodstock 1994.
На 10 септември 2019 г. бандата обявява турнето Hella Mega Tour с Фол Аут Бой и Уизър и пуска сингъла Father of All... от тринадесетия им студиен албум Father of All Motherfuckers. Албумът е издаден на 7 февруари 2020 г.

## Музикален стил и влияние
Звученето на Грийн Дей често е сравнявано с това на банди от първата вълна на пънкрока като Рамоунс, Секс Пистълс, Клаш и Бъзкокс. Стилът на групата е характеризиран като пънкрок, поп пънк, алтернативен рок, скейтпънк, постпънк. Сред бандите, повлияли на звученето на Грийн Дей са Кинкс, Ху и Чийп Трик. Групата има приятелски отношения с банди от „втората пънк вълна“, като The Offspring, Bad Religion, NOFX, Rancid.

## Наследство
Албумът на Грийн Дей Kerplunk от 1992 г. е сред най-продаваните на всички времена, с продажби от над 4,5 милиона копия в световен мащаб. През 2007 г. Blender го нарежда сред 100-те най-велики инди албуми.
Грийн Дей е сред бандите, популяризирали пънкрока в САЩ. Според списание Rolling Stone, албумът Dookie е най-добрият алтернативен албум за 1994 г. Албумите Dookie и American Idiot са сред 500-те най-велики албуми на всички времена според списание Rolling Stone.
Грийн Дей са продали над 90 милиона албума в световен мащаб и са сред най-продаваните музикални изпълнители в светпвен мащаб. Групата е номинирана за 20 награди Грами, от които печели 5 - за Най-добър алтернативен албум (Dookie), Най-добър рок албум (American Idiot и 21st Century Breakdown), Запис на годината (Boulevard of Broken Dreams) и Най-добър музикален шоу-албум (American Idiot: The Original Broadway Cast Recording).
През 2010 г. сценичната адаптация на American Idiot дебютира на Бродуей. Мюзикълът е номиниран за 3 награди Тони. Бандата е приета в Залата на славата на рокендрола през 2015 г.
Грийн Дей са повлияли на множество изпълнители като Фол Аут Бой, Слипнот, Аврил Лавин, Лейди Гага, Били Ейлиш, Шакира, Paramore, Май Кемикъл Романс, Blink-182 и други.

## Дискография
- 39 Smooth (1990)
- Kerplunk (1991)
- Dookie(1994)
- Insomniac (1995)
- Nimrod (1997)
- Warning (2000)
- American Idiot (2004)
- 21st Century Breakdown (2009)
- ¡Uno! (2012)
- ¡Dos! (2012)
- ¡Tre! (2012)
- Revolution Radio (2016)
- Father of All Motherfuckers (2020)
- Saviors (2024)